# Forte da Povoação

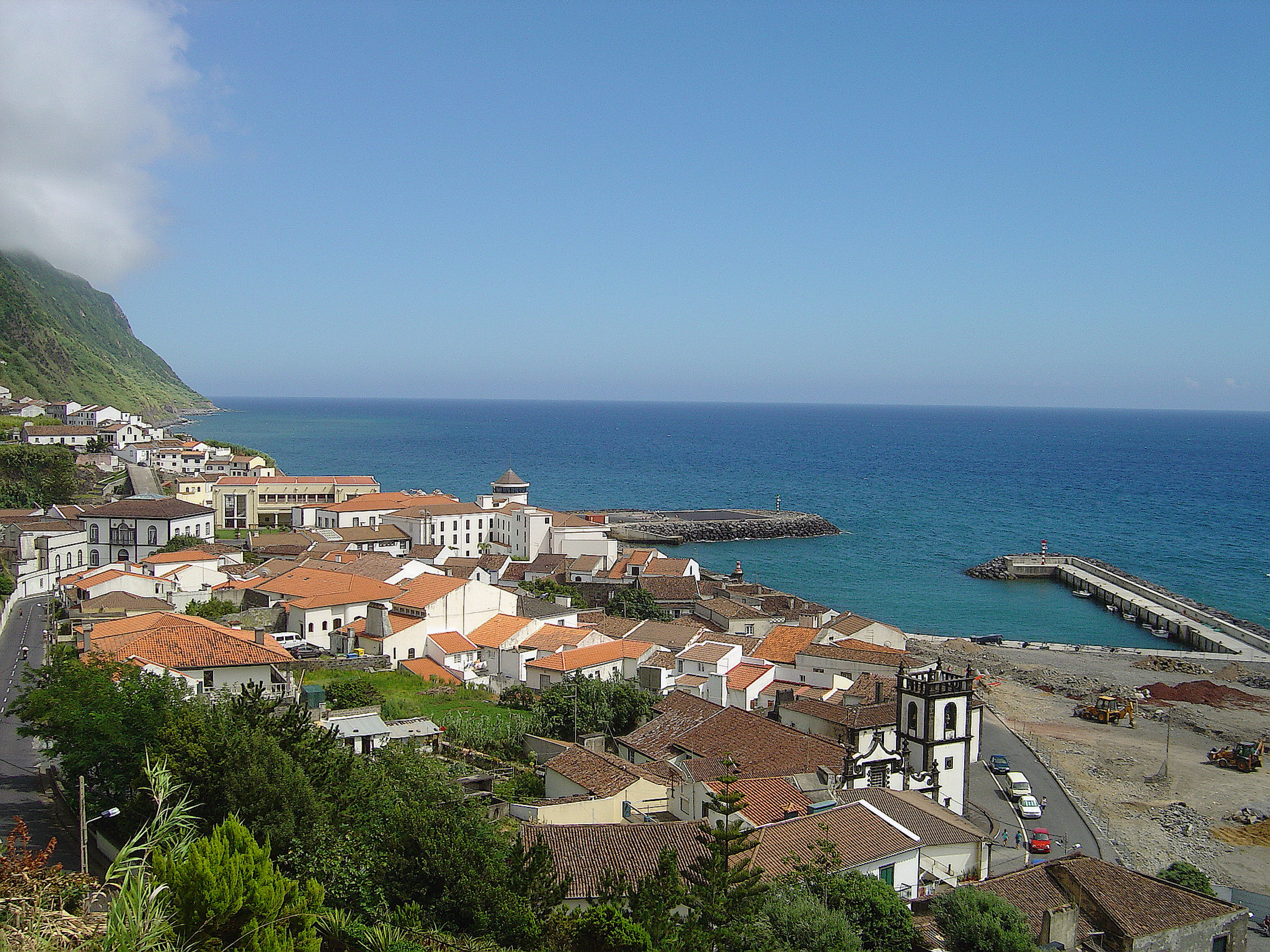
Povoação, Vila da Povoação.

O Forte da Povoação localizava-se na freguesia da Povoação, concelho da Vila da Povoação, a sudeste da ilha de São Miguel, nos Açores.
Em posição dominante sobre este trecho do litoral, constituiu-se em uma fortificação destinada à defesa deste ancoradouro contra os ataques de piratas e corsários, outrora frequentes nesta região do oceano Atlântico.

## História
No contexto da Guerra da Sucessão Espanhola (1702-1714) encontra-se referido como "O Reduto no logar da Povoaçam." na relação "Fortificações nos Açores existentes em 1710".
Ao final do século XVIII, a Relação dos Castelos e mais Fortes da Ilha de S. Miguel do seu estado do da sua Artelharia, Palamentas, Muniçoens e do q.' mais precizam, pelo major engenheiro João Leite de Chaves e Melo Borba Gato, informava:
"Forte da Povoação - No Destricto de V.a Franca, pouco mais de 3 legoas a Leste da V.a ficando o da Ribr.a Quente 2 ½ esta cituado em meio de hu'a pequena praia de ceixo miudo, e serve esta de porto do lugr: tem hu'a ruina em o flanco direito, Oeste, não tem portoens, as cazas abatidas; porem o mais em bom estado: tem 7 canhoneiras, e 7 peças desmontadas, palamenta, e muniçoens nada."
A "Relação" do marechal de campo Barão de Bastos em 1862 denomina-o de "Forte da Mãe de Deus', e informa que "Tem alojamentos em soffrivel estado". Sobre o estado geral da estrutura esclarece que se encontrava "Em soffrivel estado, mas aprezenta um rombo nas muralhas do lado do mar que não sendo tapado dará lugar a maiores ruinas.". E observa:
"Pode desde já desprezar-se como obra defensiva, pelas razões acima ditas. Entretanto, como os alojamentos do forte tem servido de cadeia civil e de habitação para o carcereiro, e as suas muralhas defendem a Villa da invasão do oceano, conviria q. fosse entregue á respectiva Camara M.al, para tratar da sua conservação como uma obra de utilidade para o Concelho."
Esta estrutura não chegou até aos nossos dias.

## Características
Constituiu-se em uma estrutura de pequenas dimensões, em cujos muros se abriam sete canhoneiras. Não foram localizados detalhes complementares sobre as suas edificações de serviço (Casa do Comando, Quartel de Tropa, Paiol de Pólvora) ou sua evolução.